# Mantispa transversa
Mantispa transversa är en insektsart som först beskrevs av Hermann Stitz 1913.  Mantispa transversa ingår i släktet Mantispa och familjen fångsländor. Inga underarter finns listade i Catalogue of Life.